# Chevrolet Captiva
Le Chevrolet Captiva est un SUV de la marque Chevrolet. Il est produit en Corée du Sud depuis septembre 2006 et est basé sur l'Opel Antara qui est plus petit de 6 centimètres. Grâce à ses centimètres en plus, le Captiva possède 2 sièges escamotables dans le coffre. Il a été restylé en 2011, et puis en 2015. Sur la plupart des marchés, il est remplacé par le Chevrolet Equinox.
En 2018, le Captiva est remplacé sur certains marchés d'Amérique du Sud et du sud-est asiatique par un modèle de la marque Baojun issue de la coentreprise chinoise SAIC-GM-Wuling. Ce modèle, le Baojun 530, intègre la gamme Chevrolet fin 2018 lors du salon de Bogota en Colombie. Le Chevrolet Captiva arrive en Thailande en 2019.

## Première génération (2006-2018)

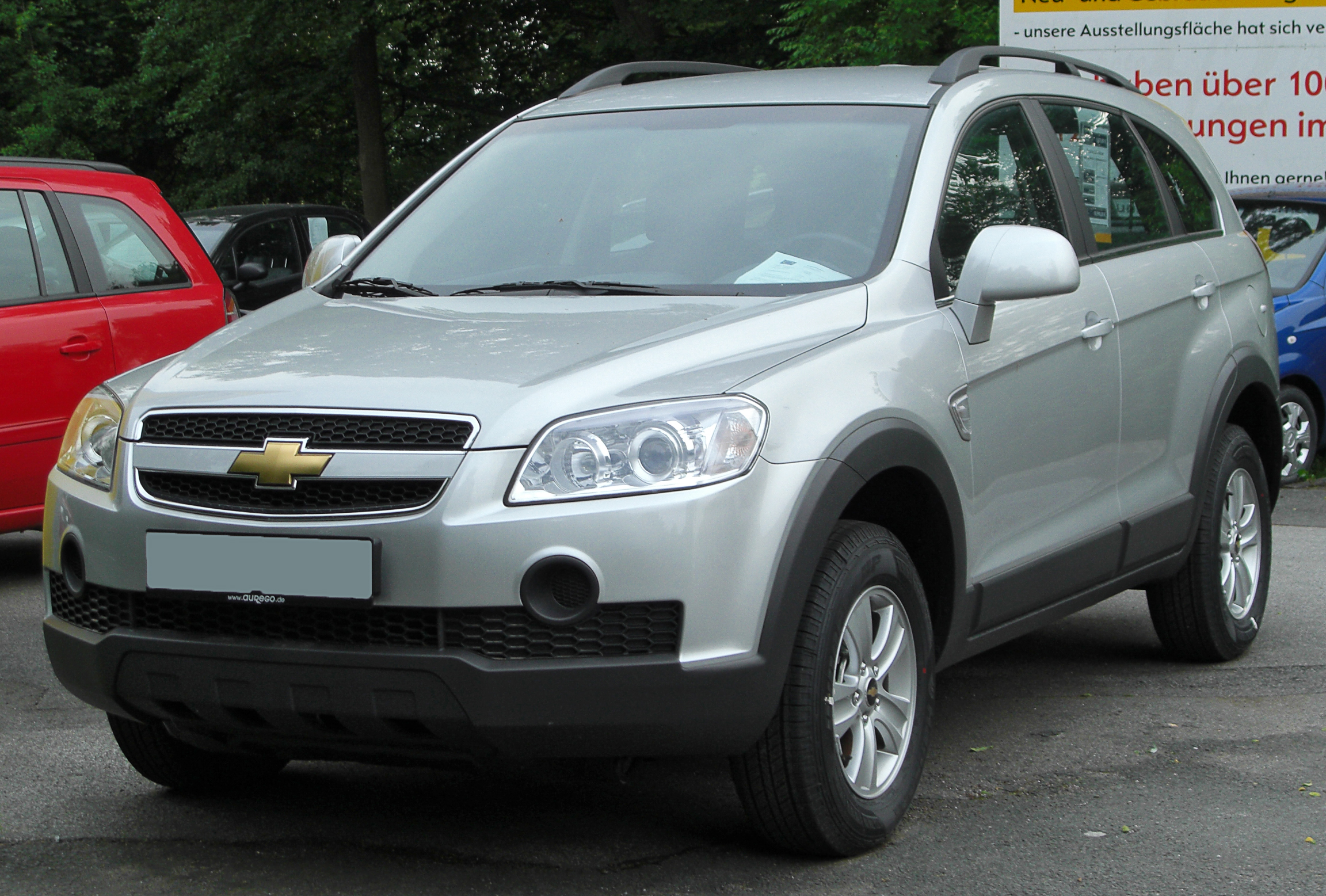
Captiva phase 1.

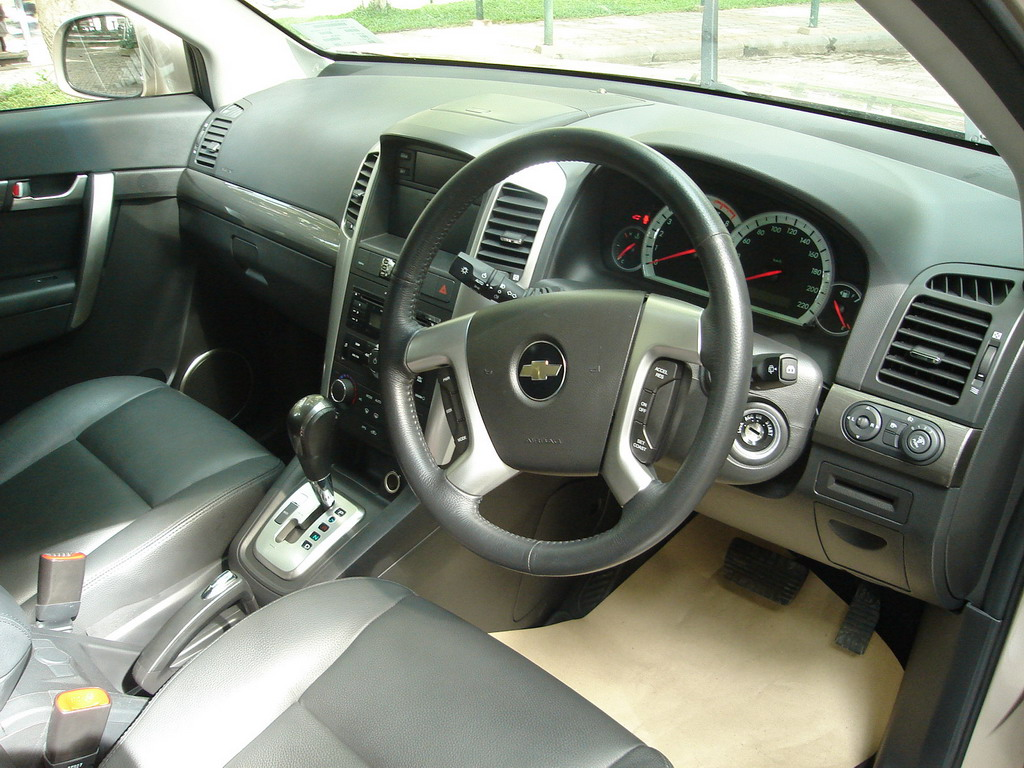
Intérieur du Captiva.

Le Captiva est un SUV à traction avant ou à traction intégrale; les moteurs étaient fournis par Holden en Australie, avec des moteurs quatre cylindres atmosphériques Family II ou V6 Alloytec Holden fabriqués en Australie, et plus tard un turbo-diesel de 2,0 litres fourni par VM Motori en Corée du Sud.
Désigné C100 par Daewoo et CG dans la terminologie d'Holden, le Captiva a été lancé en 2006,. Le style du Captiva a été inspiré par le concept car Chevrolet S3X de 2004. Le concept S3X a été développé par le centre de conception de GM Daewoo à Bupyeong-gu, Incheon et est basé sur la plate-forme GM Theta. Il a été présenté en première au Salon de l'automobile de Paris 2004. Un autre concept car, de Daewoo, le Chevrolet T2X présenté au Salon de l'auto de Séoul 2005 avec un design qui était basé sur le S3X, en utilisant une plate-forme raccourcie. Le T2X est considéré comme un Sport Utility Coupe, ce qui explique ses portes arrière battantes, son manque de montants B conventionnels et son empattement raccourci-caractéristiques qui ont été révélées pour la première fois sur le concept "Daewoo Oto" (renommé plus tard "Daewoo Scope") au Salon de l'automobile de Séoul 2002,,. La production était prévue pour la fin de 2006, mais depuis 2009, aucune autre annonce n'a été faite.
Pour le Captiva, la version de production du S3X, des configurations à cinq ou sept places sont disponibles. Les dispositifs de sécurité standard incluent: les freins antiblocage, l'Electronic Stability Control (ESC), prétendeurs et limiteurs de force de ceinture de sécurité avant, ainsi que les airbags conducteur et passager avant. Les airbags rideaux latéraux sont de série sur les variantes de niveau supérieur sur certains marchés. Lors des tests de sécurité contre les collisions menés par l'Euro NCAP, le Captiva a obtenu une note de quatre étoiles sur cinq. Les résultats de l'essai ont été aidés par l'utilisation d'acier à haute résistance utilisé dans la coque de la carrosserie, conçu pour répartir les forces de collision sur des canaux de charge distincts, garantissant ainsi la sécurité des occupants à l'intérieur de la cellule de sécurité. Le système de traction intégrale active du véhicule, en option, est entièrement intégré aux systèmes de freinage ESC et antiblocage, améliorant ainsi la maniabilité et le contrôle de la voiture. Lorsque le véhicule détecte une perte de traction, le mode transmission intégrale est activé automatiquement. Dans les situations de conduite ordinaires, seules les roues avant du véhicule sont utilisées.

### Rafraîchissement de 2011

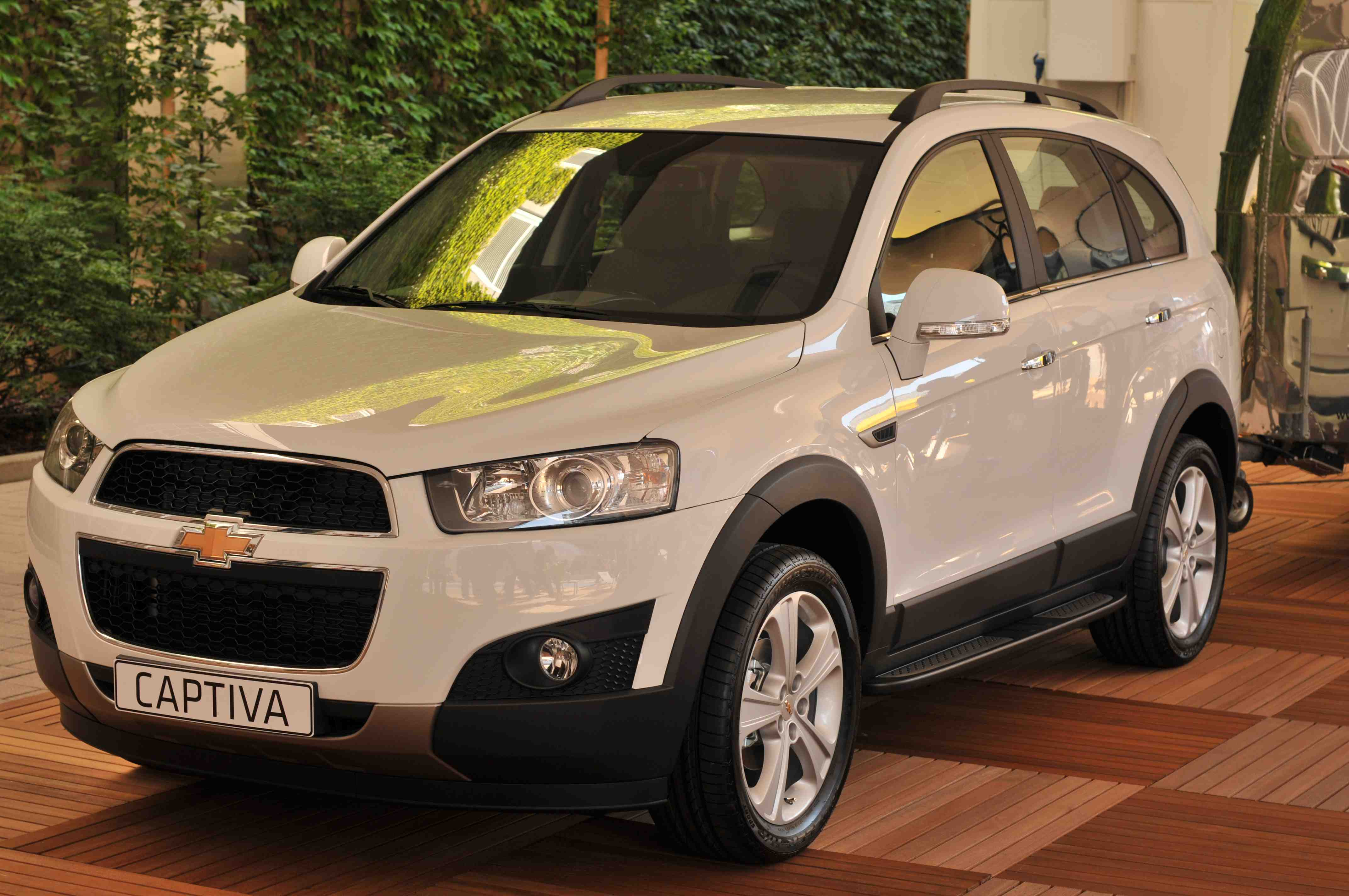
Captiva phase 2.

Une gamme Captiva révisée a été publiée au deuxième trimestre de 2011. Le Captiva a été revisité avec un nouveau carénage avant qui rappelle celui de la Chevrolet Aveo (T300). Parmi les autres différences esthétiques notables, citons les clignotants LED sur les rétroviseurs montés sur les portes, les roues redessinées et les bouches d'aération latérales révisées. Le nouveau moteur V6 SIDI en alliage été fourni par Holden en Australie, les moteurs quatre cylindres essence 2,4 L et VM Motori 2,2 L étant fabriqués en Corée du Sud.

### Rafraîchissement de 2016

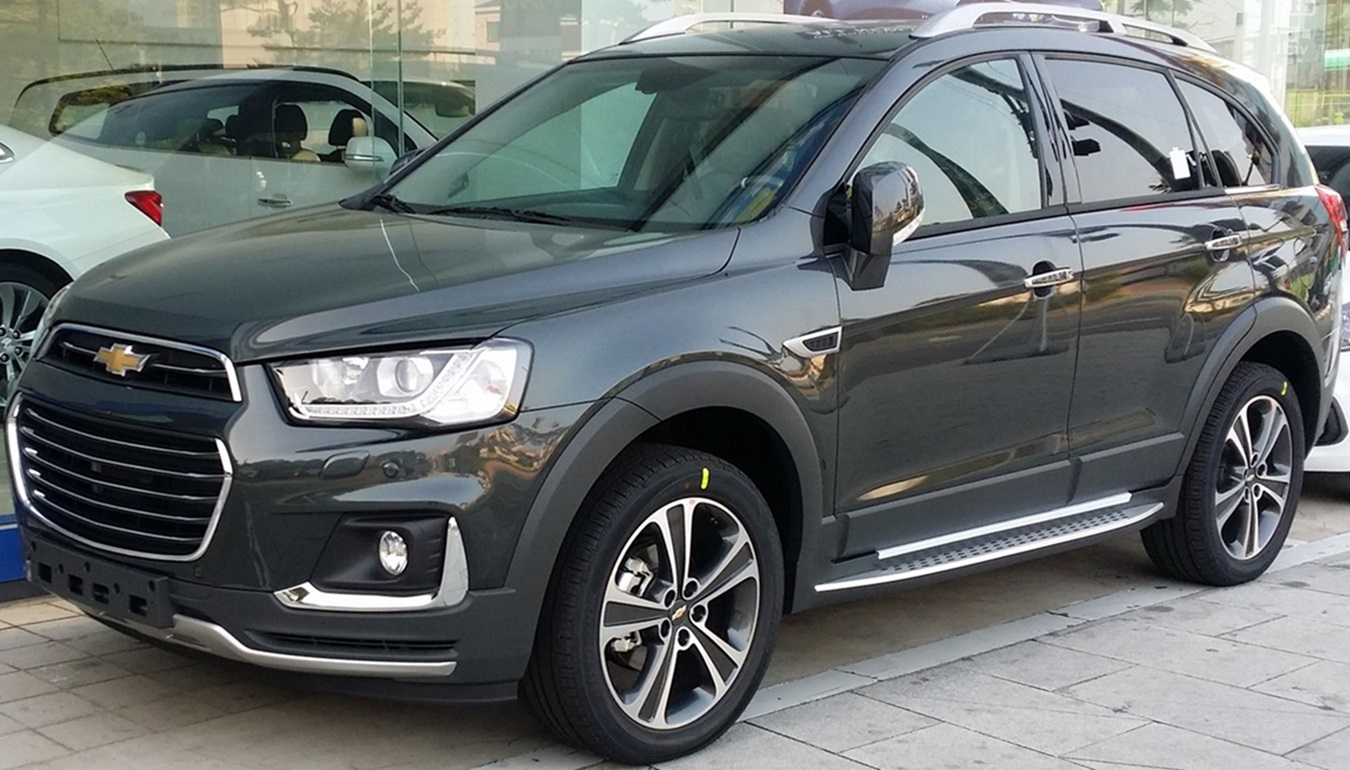
Captiva phase 3.

Le nouveau Chevrolet Captiva de 2016 a été dévoilé au Dubai International Motor Show 2015 le 10 novembre 2015. GM Thailand a également dévoilé le Chevrolet Captiva rénové lors de la 32e édition de la Thaïlande International Motor Expo le 1er décembre 2015. Un Holden Captiva revisité a également été dévoilé un jour plus tard en Australie. Le nouveau Captiva a été mis à jour avec de nouveaux phares à LED, une calandre, un pare-chocs et un tableau de bord redessiné, mais a conservé sa carrosserie et ses panneaux de tableau de bord. Le Captiva a également été lancé en Indonésie lors du Salon international de l'automobile Gaikindo Indonesia 2016 à Jakarta le 11 août 2016. Le moteur V6 ne provenait plus d'Australie.

### Groupes motopropulseurs
Le Captiva est propulsé par le moteur V6 Alloytec de 3,2 L construit en Australie (Holden) couplé à une transmission automatique à cinq vitesses, avec Active Select. Ce moteur est également partagé par le dérivé du Captiva, l'Opel Antara, qui utilise une conception différente, mais partage les mêmes fondements et composants de groupe motopropulseur. Un moteur turbodiesel quatre cylindres en ligne VCDi à rampe commune, développé conjointement avec VM Motori, a été introduit dans la gamme.

### Marchés

#### Asie
Les voitures sud-coréennes été marquées Daewoo Winstorm à partir de 2006. De 2006 à début 2011, l'Opel Antara est devenue disponible dans la gamme Winstorm, sous le nom de "Daewoo Winstorm MaXX",. Dans le cadre de la stratégie de GM visant à éliminer progressivement la marque «Daewoo» dans le monde entier, depuis le début de 2011, le Winstorm est commercialisé sous le nom mondial de Chevrolet Captiva en Corée du Sud. Ce changement de nom est intervenu après le changement de nom de GM Daewoo, en mars 2011, en GM Corée. Dans le même temps, le Winstorm MaXX a disparu sans équivalent badgé Chevrolet (sauf en Amérique latine et en Amérique du Sud, qui est vendu en dehors de la Corée du Sud).
Le Chevrolet Captiva a été lancé au Vietnam en 2006. Le Captiva du Vietnam été fabriqué sous forme de voiture complètement démonter par Vidamco (GM Vietnam), avec une teneur en pièces locales de 20%. De 2006 à juillet 2009, 8 500 Captiva ont été vendus au Vietnam,.
En Thaïlande, les Captiva été produits dans l'usine GM de Rayong entre 2006 et 2018. Chevrolet Thaïlande a offert le Captiva en versions LS et LT, avec des moteurs comprenant soit des moteurs essence de 2,4 L ou des moteurs diesel de 2,0 L. Le Captiva présenté également la disponibilité d'une suspension arrière à mise à niveau automatique, de l'ESC, des phares automatiques et des essuie-glaces à détecteur de pluie. À la fin de 2010, Chevrolet a élargi sa gamme de moteurs diesel pour inclure un LSX de milieu de gamme et le modèle phare LTZ. Dans le même temps, les Captiva équipé du moteur essence de 2,4 L bénéficié du support pour éthanol E20 et d'une puissance augmentée à 125 kW (170 ch). Le 23 juin 2011, Chevrolet Thaïlande a dévoilé le Captiva mis à jour avec le nouveau moteur essence de 2,4 L avec prise en charge de l'éthanol E85. Les nouvelles fonctionnalités comprennent un frein de stationnement électrique, des commandes de climatisation sur le volant; et plus tard, le moteur diesel Les nouvelles fonctionnalités comprennent un frein de stationnement électrique, des commandes de climatisation sur le volant; et plus tard, le moteur diesel mis à jour de 2.0 L et 120 kW (163 ch).
Le Captiva est entré sur le marché chinois début novembre 2007. Le seul moteur disponible est le moteur quatre cylindres en ligne Ecotec de 2,4 L couplé à une boîte automatique à six rapports.
GM a lancé le Chevrolet Captiva au Japon le 30 juillet 2011, le premier modèle GM à y être sorti depuis la réorganisation du chapitre 11 de la société en juin 2009.

#### Australie & Nouvelle-Zélande
Voir aussi: Holden Captiva
Holden en Australie et en Nouvelle-Zélande a vendu le véhicule sous le nom de "Holden Captiva" entre novembre 2006-2017, après avoir annoncé le modèle en septembre 2006. Le Captiva a été lancé avec le V6 de 3,2 L et la transmission automatique à cinq vitesses, mais en mars 2007, le moteur diesel de 2,0 L a été ajouté avec une boîte manuelle à cinq vitesses ou une automatique en option. Bien qu'il ait été initialement fabriqué en Corée du Sud, la production a été temporairement transférée en Thaïlande de septembre 2007 au début de 2008, tandis que GM Daewoo modernisé ses installations de production en Corée du Sud pour répondre à la demande mondiale.
Les niveaux de spécifications étaient SX, CX et LX, avec une variante haut de gamme Captiva MaXX, bien qu'il s'agissait d'un Opel Antara rebadgé et étroitement lié. Le MaXX, dérivé de l'Antara, est resté en vente en Australie jusqu'en 2008, les ventes en Nouvelle-Zélande se poursuivant jusqu'à la fin de 2009. Lorsque Holden a ressuscité le modèle basé sur l'Antara en tant que "Captiva 5" cinq places en décembre 2009, les modèles basés sur le Chevrolet, à sept places uniquement, ont été renommés "Captiva 7",.
Des révisions de la gamme Captiva 7 ont été annoncées en février 2011, désignées «Series II», avec une date de mise en vente en mars. Les changements comprenaient l'adoption d'un carénage avant relifté, tel qu'appliqué aux versions Chevrolet, mais avec une calandre et une prise d'air spécifiques à Holden. Nouvelles jantes en alliage design, feux arrière "Altezza", et autres garnitures, tout comme une console centrale intérieure révisée. Côté équipement, la console centrale révisée abrite un nouvel écran multifonction de 7 pouces sur la version LX, qui intègre la navigation par satellite et une caméra de recul. Des groupes motopropulseurs révisés figurent également sur le Series II. La configuration de base est la version SX avec moteur essence 2,4 L utilisant la traction avant; le moteur diesel de 2,2 L est en option. Les variantes CX et LX ajoutent une traction intégrale et offrent le V6 de 3,0 L de série, le moteur diesel de 2,2 L restant en option. Les trois moteurs sont associés à une boîte automatique à six vitesses.
Holden a annoncé une mise à jour mineure de l'année modèle en juillet 2012, dont la pièce maîtresse est l'ajout de capacité pour carburant flexible pour les deux moteurs essence, leur permettant ainsi d'accepter le carburant éthanol E85[réf. nécessaire]. Une réduction de 10% de la consommation de carburant combinée officielle du moteur 3,0 L a également été réalisée, avec des gains plus faibles pour les moteurs essence 2,4 L et diesel 2,2 L. Dans le même temps, le SX de base a reçu des capteurs de stationnement arrière standard et le LX haut de gamme est également équipé de sièges avant chauffants et d'aide au stationnement avant.

#### Moyen-Orient
Au Moyen-Orient, le Captiva a été lancé avec deux versions de base: l'une avec le moteur essence 2,4 L et l'autre avec le V6 3,0 L. Les deux versions sont à sept places et offrent une traction avant.

### Arrêt
Le 13 septembre 2018, Chevrolet a annoncé la fin de la production du Captiva de première génération et l'abandonnerait à l'échelle mondiale en faveur de l'extension de l'Equinox. Cette décision était en préparation depuis 2017, lorsque GM a commencé à remplacer le Captiva en Australie par l'Equinox pour la gamme Holden, suivi par la Corée du Sud en août 2018, l'usine de GM en Ouzbékistan ayant cessé sa production le 12 septembre 2018. Avec l'arrêt du Captiva, GM permettra aux concessionnaires de vendre le stock restant.

## Deuxième génération (2019-)
Article principal: Baojun 530

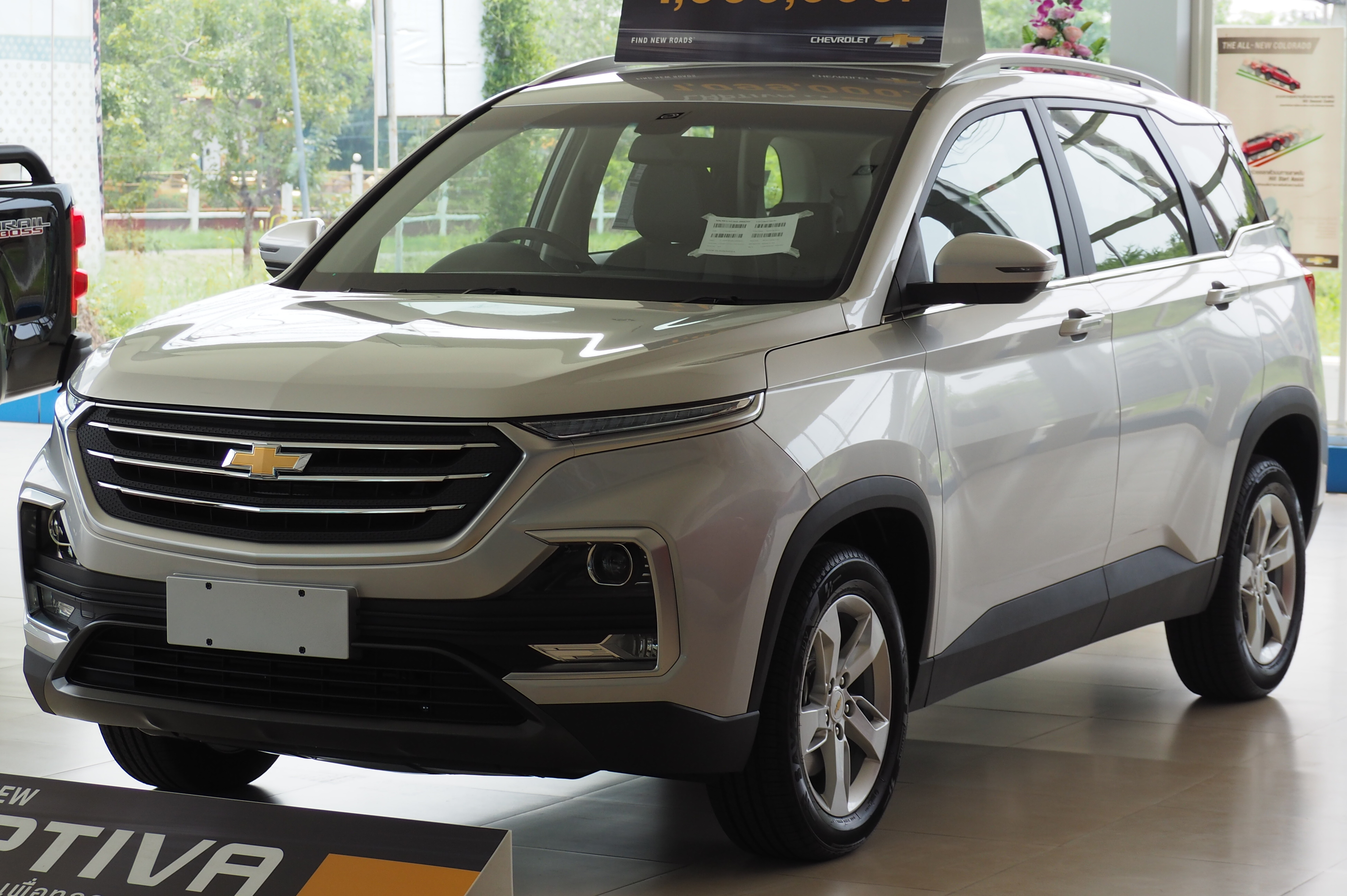
Captiva II (Thailande).

Le Captiva de deuxième génération est une version rebadgée du Baojun 530. Il a été introduit en Colombie en novembre 2018 et en Thaïlande en mars 2019.

## Ventes
| Année civile | Thaïlande | Note                |
| ------------ | --------- | ------------------- |
| 2014         | 2,530     |                     |
| 2015         | 1,321     |                     |
| 2016         | 590       |                     |
| 2017         | 483       |                     |
| 2018         | 123       |                     |
| 2019         | 530       | Deuxième génération |